# Єпархії Православної церкви Грузії
Православна церква Грузії налічує 35 єпархій, що об'єднують близько 300 громад.

## Перелік єпархій
- Мцхета-Тбіліська єпархія

Святійший Католікос і Патріарх Всієї Грузії. Архієпископ Мцхета-Тбіліський Ілля II (Гудушаурі-Шіолашвілі). Нар. 1933 
Кафедра і резиденція: Мцхета; Тбілісі; Бічвінта (Піцунда). 
- Руставсько-Марнеульська єпархія

Митрополит Руставський і Марнеульський Афанасій (Чахвашвілі). Нар. 1936 
Кафедра: Руставі. Резиденція: Руставі, Марнеулі. 
- Кутаїсько-Гаенатська єпархія

Митрополит Кутаїської-Гаенатский Калістрат (Маргаліташвілі). Нар. 1938 
Кафедра і резиденція: Кутаїсі, Гелаті. 
- Манглісська і Цалкська єпархія

Митрополит Манглісський і Цалкський Ананія (Джапарідзе). Рожд.1949 р. 
Кафедра і резиденція: Мангліси, Цалко. 
- Ткібульська і Терджельська єпархія

Митрополит Ткібульский і Терджельский Георгій (Шаламберидзе). Нар. 1940р. 
Кафедра: Терджола. Резиденція: Терджела, Ткібулі. 
- Урбніссько-Руісська єпархія

Митрополит Урбнісський і Руісський Іов (Акіашвілі). Нар. 1960 
Кафедра: Урбнісі, Руісі, Хашурі. Резиденція: Хашурі. 
- Цхумо-Абхазька єпархія

Митрополит Цхумо-Абхазький Данило (Датуашвілі). Рожд.1955 р. див. також Чіатурська і Сачхерська єпархія. 
Кафедра: Сухумі, Новий Афон (Анакофіа). Резиденція: Сухумі, Гудаута, Гагра. 
- Алавердська єпархія

Митрополит Амба-Алавердський Давид (Махарадзе). Рожд.1960 р. 
Кафедра-Алаверді. Резиденція — Алаверди, Телаві. 
- Некреська і Еретська єпархія

Митрополит Некреський і Еретский Сергій (Чекурішвілі). Нар. 1959 
Кафедра: Некресі, Кварелі. Резиденція: Кварелі, Лагодехі, Кахи (Азербайджан). 
(Ереті — Північно-Західна частина Азербайджану).
- Нікозська і Цхінвальська єпархія

Митрополит Нікозський і Цхинвальський Ісая (Чантурія). Нар. 1961р. 
Кафедра і резиденція: Нікозі, Цхінвалі, Джава, Ахалгорі. 
- Ахалкалакська і Кумурдська єпархія

Митрополит Ахалкалакський і Кумурдский Микола (Пачуашвілі) нар. .1961 Р. 
Кафедра — Ахалкалакі, Кумурдо. Резиденція-Ахалкалакі, Ніноцмінда. 
- Ахалціхська і Тао-Кларджетська єпархія

Митрополит Ахалціхський і Тао-Кларджетський Феодор (Чуадзе). Нар. .1967 Р. Перший Хорепіскоп Католікоса і Патріарха 
Кафедра і резиденція: Ахалхіхе; Сафара. 
(Тао-Кларджеті — Північно-Східна частина Туреччини: повіти Артвінскій, Ардаганскій і північний сектор Ердзурумского повіту)
- Тіанетська і Пшав-Хевсуретська єпархія

Архієпископ Тіанетський і Пшав-Хевсуретський Фадей (Іорамашвілі). Нар. 1946 
Кафедра і резиденція: Тіанеті. 
- Маргветська єпархія

Архієпископ Маргветський Вахтанг (Ахвледіані). Нар. 1953 
Кафедра: Зестафоні. Резиденція: Зестафоні, Харагаулі. 
- Цілканська і Душетська єпархія

Архієпископ Цілканський і Душетський Зосим (Шіошвілі). Нар. 1951р. 
Кафедра: Цілкані. Резиденція: Цілкані, Душеті. 
- Шемокмедська єпархія

Митрополит Шемокмедський Йосип (Кикнадзе). Нар. 1959 
Кафедра: Шемокмеді, Озургеті. Резиденція: Озургеті, Ланчхуті, Чохатаурі. 
- Борджомська і Бакуріанська єпархія

Архієпископ Борджомський і Бакуріанський Серафим (Джоджуа). Нар. .1961 Р. 
Кафедра і резиденція: Борджомі. 
- Нікордцміндська єпархія

Митрополит Нікордцміндський Єлисей (Джохадзе). Нар. 1949 
Кафедра: Нікордцмінда. Резиденція: Амбролаурі, Вони. 
- Потійська і Хобська єпархія

Митрополит Потійський і Хобський Григорій (Бербічашвілі). Нар. 1956 
Кафедра: Поті. 
Резиденція: Поті, Хобі. 
- Хонська і Самтредська єпархія

Митрополит Хонський і Самтредський Сава (Гогіберіа). Нар. 1966 
Кафедра: Хоні. Резиденція: Хоні, Самтредіа. 
- Батумська і Лазська єпархія

Митрополит Батумський і Лазський Дмитро (Шіолашвілі). Нар. 1961р. 
Кафедра: Батумі. Резиденція: Батумі, Кобулеті. 
(Лазеті (ЛАЗик) — Північно-Східна, причорноморська частина Туреччини, повіт Ризі).
- Ванська і Багдатська єпархія

Архієпископ Ванський і Багдатський Антоній (Булухіа). Нар. .1956 Р. 
Кафедра — Багдат. Резиденція: Багдат, Вані. 
- Зугдидська і Цаїшська єпархія

Митрополит Зугдідський і Цаїшський Герасим (Шарашенідзе). Нар. 1958 
Кафедра: Зугдіді, Цаїши. Резиденція: Зугдіді, Цаленджіха. 
- Бодбійська єпархія

Архієпископ Бодбійський Давид (Тікарадзе). Нар. 1963 
Кафедра: Бодбе. Резиденція: Бодбе, Сігнагі, Дедофлісцкаро. 
- Самтавісська і Горійська єпархія

Архієпископ Самтавісскій і Горійський Андрій (Гвазава). Нар. 1969 
Кафедра і резиденція: Самтавісі, Горі, Каспі. 
- Чкондідська єпархія

Архієпископ Чкондідскій Петро (Цаава). Нар. .1970 Р. 
Кафедра: Мартвілі. Резиденція: Мартвілі, Абаши. 
- Цагерська і Лентехська єпархія

Єпископ Цагерскій і Лентехскій Стефан (Калаіджішвілі). Нар. 1959 
Кафедра: Цагері. Резиденція: Цагері, Лентехі. 
- Местійська і Верхньо-Сванетська єпархія

Єпископ Местійський і Верхньо-Сванетський Іларіон (Кітіашвілі). Нар. 1957р. 
Кафедра і резиденція: Местіа. 
- Гурджаанська і Велісціхська єпархія

Єпископ Гурджаанський і Велісціхський Євтимій (Лежава). Нар. 1953 
Кафедра і резиденція: Гурджаані. 
- Ніноцміндська і Сагареджойська єпархія

Єпископ Ніноцміндскій і Сагареджойскій Лука (Ломідзе) нар. 1966 
Кафедра і резиденція: Ніоноцмінда, Сагареджо. 
- Дманісська і Лорі-Ташірська єпархія

Єпископ Дманісскій і Лорі-Ташірскій Зенон (Іараджулі). Нар. 1972 
Кафедра і резиденція: Дманісі. 
(Лорі-Ташир — Північна частина Вірменії, провінція Ташир (Лорі))
- Стефанцміндська і Хевська єпархія

Єпископ Стефанцміндскій і Хевскій Егудііль (Табатадзе). 1966 
Кафедра і резиденція: Стефанцмінда (Казбеги). 
- Сенакська і Чхороцкська єпархія

Єпископ Сенакскій і Чкороцкскій Шио (Муджирі). Нар. 1969 
Кафедра і резиденція: Сенакі, Чкороцку. 
- Схалтська єпархія

Єпископ Схалтський Спиридон (Абуладзе). Нар. 1950 
Кафедра і резиденція: Схалта. 
- Болнісська єпархія

Єпископ Болнісський Єфрем (Гамрекелідзе). 
Кафедра і резиденція: Болнісі. 
- Чіатурська і Сачхерська єпархія

Тимчасово Митрополит Цхумо-Абхазький Данило (Датуашвілі). Нар. 1955р. 
Кафедра: Чіатури. Резиденція: Чіатури, Сачхере. 
Єпископ Цуртавський Іоанн (Гамрекелі) — Титульний єпископ і другий хорепіскоп Католікоса-Патріарха.

## Єпархія за кордоном
- Західно-Європейська єпархія

Митрополит Західно-Європейський Авраам (Гармеліа). Нар. 1948 
Кафедра: Брюссель (Бельгія). Тимчасова резиденція: м. Регенсдбург (Німеччина).